# Rychnovský potok (přítok Moravské Sázavy)
Rychnovský potok je pravostranný přítok Moravské Sázavy v okrese Svitavy v Pardubickém kraji. Délka toku činí 7,6 km. Plocha povodí měří 31,1 km².

## Průběh toku
Potok pramení v lesích na severním úbočí Mladějovského vrchu (648 m n. m.), jihozápadně od Mladějova na Moravě, v nadmořské výšce okolo 525 m. Po opuštění lesa vtéká do výše zmíněné obce. Zde proudí převážně severovýchodním směrem a spolu se silnicí tvoří osu Mladějova. Po jeho opuštění se potok stáčí na východ a po krátkém úseku mezi poli vtéká do Rychnova na Moravě. Zde z pravé strany přijímá Radišovský potok, pod jehož ústím se prudce obrací na sever. Na severním okraji Rychnova přijímá zleva Červený potok, který pramení jihovýchodně od obce Trpík a teče převážně východním směrem. Po opuštění Rychnova se potok stáčí na severovýchod a po krátkém úseku se vlévá zprava do Moravské Sázavy v nadmořské výšce 337 m. Několik desítek metrů nad jeho ústím se na Moravské Sázavě nachází hráz poldru Žichlínek, který je největší stavbou svého druhu ve střední Evropě.

### Větší přítoky
- Radišovský potok, zprava, ř. km 3,7
- Červený potok, zleva, ř. km 0,9

## Vodní režim
Průměrný průtok Rychnovského potoka u ústí činí 0,18 m³/s.